# 45号地区
《45号地区》（俄语：В квадрате 45）是1955年上映的一部苏联故事片，主要讲述了一支森林消防跳伞队协助反间谍机关抓获一伙外国派遣特务的故事。电影导演是尤里·维申斯基，主要演员有弗谢沃洛德·普拉托夫和玛加丽塔·利法诺娃。

## 情节
斯密列夫等特务通过跳伞，偷越边境，降落在45号地区。碰巧森林消防队队员伏尔根也在这里执行跳伞任务。两人相遇，伏尔根指责斯米列夫随便将烟头扔在地上，容易引起森林火灾，要求他到看林人的住处缴纳罚金。斯密列夫看到看林人屋里有无线电台，担心联络畅通容易被人发现，便偷偷破坏了电线。伊兰娜识破了他的诡计，但假装没事一样。她给斯密列夫指了一条进城的路，赶车的姑娘带他进了城。斯密列夫用暗语找到联系人瞎子。当他把机密胶片递到瞎子手中正要离开时，却被瞎子将其摁倒在地。原来他是反间谍人员。与此同时，伏尔根在森林里追上了第二个特务布尔科。布尔科开枪打伤了伏尔根，并且点火烧着了森林，但是森林消防队和反间谍机关联手对他穷追不舍。最后布尔科走投无路，服毒自尽。

## 演员
| 演员姓名              | 饰演人物   | 人物身份                           |
| --------------------- | ---------- | ---------------------------------- |
| 弗谢沃洛德·普拉托夫   | 伏尔根     | 消防队队员（跳伞员）               |
| 玛加丽塔·利法诺娃     | 伊兰娜     | 森林消防队指导员（伏尔根的女朋友） |
| 弗拉基米尔·古利亚耶夫 | 雷若夫     | 消防队队长                         |
| 伊万·库兹涅佐夫       |            | 基地司令员                         |
| 尼古拉·赫里亚希科夫   | 费陀托夫   | 看林人                             |
| 塔季扬娜·扎布罗季娜   | 赶车的姑娘 | 赶车的姑娘（实为反间谍人员）       |
| 弗拉基米尔·泽尔金     | 斯密列夫   | 特务                               |
| 伊万·索洛维约夫       | “瞎子”     | 特务                               |

## 中文译制
1956年由上海电影译制厂译制。影片翻译为陈娟，译制导演为黎海生，主要配音演员有胡庆汉、赵慎之、温健、于鼎、毕克、富润生等。1957年春节开始在全国各地轮流放映。